# Ny Skovsgård
Ny Skovsgård er en landsby i Han Herred med 238 indbyggere  (2024), beliggende i Øster Svenstrup Sogn. Landsbyen hører til Jammerbugt Kommune og ligger i Region Nordjylland. Ny Skovsgård er beliggende en kilometer nord for Skovsgård, to kilometer vest for Brovst og 14 kilometer øst for Fjerritslev.
Landsbyen er sammenvokset med Øster Svenstrup og det samlede byområde nåede for første gang over 200 indbyggere 1. januar 2010, hvorved det fik bystatus.